# Gusty Olsson
Ida Augusta 'Gusty' Fredrika Olsson, född Bengtssonfödd 3 april 1902 i Ängelholm, död 29 juni 1976 i Jönköpings Sofia församling, Jönköping, var en svensk målare och grafiker. Hon var gift med journalisten Oscar Gunnar Olsson. 
Modern gifte om sig 1909 med August Nordberg vars efternanm hon senare kom att ta.  . 
Olsson studerade konst 1951 vid Konstgillets målarskola samt privat för Curt Rydell.   
Hon har haft separatutställningar i Varberg och Falkenberg 1949, Ulricehamn 1950 och 1951, Värnamo 1953 och Jönköping 1960 samt tillsammans med Åke och Aline Rolf och Curt Rydell i Bollnäs 1957. Dessutom har hon deltagit i ett flertal samlingsutställningar bland annat i Stockholm där hon medverkade i HSB utställningen 1952 och Mässhallen 1954.   
Olssons produktion består av romantiska landskapsskildringar, pittoreska motiv från cirkus och kafémiljö samt stilleben och träsnitt. 
Hon är representerad med en oljemålning på Karolinska sjukhuset i Stockholm.